# Фролов, Иван Семёнович
Иван Семёнович Фролов (26 ноября 1907 года, г. Новоузенск, Новоузенский уезд, Саратовская губерния — 2 мая 1988 года, Кишинёв) — советский военный деятель, генерал-майор (май 1957 года).

## Начальная биография
Иван Семёнович Фролов родился 26 ноября 1907 года в городе Новоузенск ныне Саратовской области.
Работал трактористом и заведующим красным уголком профсоюзов в колхозе Еленендорф Азербайджанской ССР.

## Военная служба

### Довоенное время
2 ноября 1929 года призван в ряды РККА и направлен в красноармейцем-одногодичником в 1-й горнострелковый полк (1-я Азербайджанская стрелковая дивизия, Кавказская Краснознамённая армия), дислоцированный в Баку, в составе которого окончил команду одногодичников, после чего в сентябре 1930 года назначен на должность командира взвода в составе 5-го Кавказского стрелкового полка (2-я Кавказская стрелковая дивизия). В период с января по март 1931 года участвовал в ликвидации бандформирований на территории Нухинского района (Азербайджанская ССР). С декабря 1934 года И. С. Фролов в составе того же полка служил на должностях командира стрелковой роты и командира роты боевого обеспечения. Приказом НКО от 20 июля 1936 года 5-й Кавказский стрелковый полк был переименован в 178-й Кавказский стрелковый.
С сентября 1937 года направлен на учёбу в Военную академию имени М. В. Фрунзе, во время обучения в которой на основании приказа НКО от 3 декабря 1939 года назначен начальником разведывательного отдела штаба 154-й горнострелковой дивизии в составе 1-го особого корпуса Финской народной армии, а в январе 1940 года переведён помощником начальника 2-го (разведывательного) отдела штаба этого же корпуса. Находясь на этих должностях, принимал участие в боевых действиях в ходе советско-финской войны, после окончания которой в марте 1940 года вернулся в академию с целью продолжения обучения. По окончании академии в апреле того же года назначен на должность преподавателя общевойсковой кафедры Военно-политической академии РККА имени В. И. Ленина.

### Великая Отечественная война
В июне 1941 года капитан И. С. Фролов назначен на должность старшего помощника начальника 1-го отделения оперативного отдела штаба 21-й армии, которая с июля принимала участие в боевых действиях на гомельском направлении в ходе Смоленского сражения и затем в Киевской оборонительной операции, в ходе которой попала в окружение, из которого часть войск сумела выйти в конце сентября в районе Прилук и затем выведена в район Ахтырки на доукомплектование. В январе 1942 года назначен на должность начальника 1-го отделения оперативного отдела 21-й армии, а в июне — на должность заместителя начальника штаба по ВПУ. В это время 21-я армия вела оборонительные боевые действия восточнее Белгорода на реке Северский Донец, а с мая — в ходе Харьковской наступательной и Воронежско-Ворошиловградской оборонительной операций.
В июле 1942 года назначен на должность заместителя начальника штаба Сталинградского фронта по ВПУ, а в августе — на должность начальника оперативного отдела — заместителя начальника штаба 4-й танковой армии, после чего в ходе Сталинградской битвы принимал участие в боевых действиях у Калача-на-Дону, а затем — в оборонительных боях на подступах к Сталинграду.
11 сентября 1942 года назначен на должность командира 543-го стрелкового полка в составе 120-й стрелковой дивизии, а 6 октября того же года переведён на должность командира 538-го стрелкового полка в составе той же 120-й стрелковой дивизии, которая находилась на доукомплектовании и с ноября участвовала в ходе контрнаступления под Сталинградом, ведя наступательные боевые действия из района Паньшино по левому берегу Дона по направлению на Вертячий.
С декабря 1942 года подполковник И. С. Фролов состоял в резерве офицерского состава 24-й армии с прикомандированием к оперативному отделу штаба армии и в марте 1943 года назначен на должность начальника штаба 252-й стрелковой дивизии, на которой находился до конца войны. 252-я стрелковая дивизия с июля 1943 года принимала участие в боевых действиях в ходе Курской битвы, Белгородско-Харьковской наступательной операции, Битвы за Днепр. В период с 15 октября по 5 ноября 1943 года полковник И. С. Фролов исполнял должность командира этой же 252-й стрелковой дивизии. С января 1944 года дивизия вела боевые действия в ходе Кировоградской, Корсунь-Шевченковской, Уманско-Ботошанской, Ясско-Кишинёвской, Будапештской, Венской, Братиславско-Брновской и Пражской наступательных операций.
В мае 1945 года полковник И. С. Фролов назначен на должность начальника оперативного отдела штаба 53-й армии, которая в июне — июле того же года была передислоцирована в район города Чойбалсан (Монгольская народная республика) и в августе приняла участие в ходе Хингано-Мукденской наступательной операции во время советско-японской войны.

### Послевоенная карьера
После окончания войны направлен на учёбу в Высшую военную академию К. Е. Ворошилова, после окончания которой в апреле 1948 года назначен на должность начальника оперативного отдела Оперативного управления штаба Прикарпатского военного округа, в ноябре 1952 года — на должность начальника оперативного отдела — заместителя начальника штаба 14-й армии (Дальневосточный военный округ), дислоцированной на Чукотке, а в июне 1953 года — на ту же должность в 15-й армии со штабом в Южно-Сахалинске.
В январе 1957 года назначен на должность начальника штаба 25-й армии (Дальневосточный военный округ), а в марте 1958 года — на должность начальника штаба 14-й гвардейской общевойсковой армии (Одесский военный округ).
Генерал-майор Иван Семёнович Фролов 13 сентября 1960 года вышел в запас. Умер 2 мая 1988 года в Кишинёве.

## Награды
- Орден Ленина (26.10.1955);
- Три ордена Красного Знамени (19.12.1941, 08.06.1945, 15.11.1950);
- Орден Богдана Хмельницкого 2 степени (13.09.1944);
- Два ордена Отечественной войны 1 степени (23.09.1945, 06.04.1985);
- Два ордена Красной Звезды (18.09.1943, 03.11.1944);
- Медали.

- Иностранные награды.

Почётные звания
- Почётный гражданин города Комсомольска (Полтавская область, Украина).[источник не указан 1066 дней]